# Velika (Czarnogóra)
Velika (cyr. Велика) – wieś w Czarnogórze, w gminie Plav. W 2011 roku liczyła 311 mieszkańców.